# Temperatura de Curie
| Sustancia | Tc (K) |
| --------- | ------ |
| MnOFe2O3  | 573    |
| Y3Fe5O12  | 560    |
| Cu2MnIn   | 500    |
| CrO2      | 386    |
| MnAs      | 318    |
| Gd        | 292    |
| Au2MnAl   | 200    |
| Dy        | 88     |
| EuO       | 69     |
| CrBr3     | 37     |
| EuS       | 16,5   |
| GdCl3     | 2,2    |

| Sustancia | Tc (K) |
| --------- | ------ |
| Co        | 1400   |
| Fe        | 1043   |
| Fe2B      | 1015   |
| Fe3O4     | 858    |
| NiOFe2O3  | 858    |
| CuOFe2O3  | 728    |
| MgOFe2O3  | 713    |
| MnBi      | 630    |
| Cu2MnAl   | 630    |
| Ni        | 631    |
| MnSb      | 587    |
| MnB       | 578    |

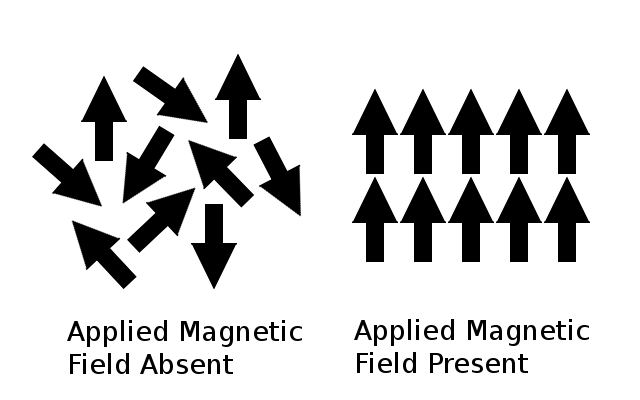
Por encima de la temperatura de Curie, los espines magnéticos se alinean aleatoriamente en un paramagneto a menos que se aplique un campo magnético.

Se denomina temperatura de Curie (en ocasiones punto de Curie) a la temperatura por encima de la cual un cuerpo ferromagnético pierde su magnetismo, comportándose como un material puramente paramagnético. Esta temperatura característica lleva el nombre del físico francés Pierre Curie, que la descubrió en 1895.
Pierre Curie descubrió, junto a su hermano Jacques, el efecto piezoeléctrico en cristales, estableciendo que la susceptibilidad magnética de las sustancias paramagnéticas depende del inverso de la temperatura, es decir, que las propiedades magnéticas cambian en función de la temperatura. En todos los ferromagnetos encontró un descenso de la magnetización hasta que la temperatura llegaba a un valor crítico, llamada temperatura de Curie (Tc), donde la magnetización se hace igual a cero; por encima de la temperatura de Curie, los ferromagnetos se comportan como sustancias paramagnéticas.